# ارکیده سیمین
ارکیده سیمین (نام علمی: Cephalanthera erecta) نام یک گونه از سرده گلسر است.